# Paweł Grodzicki (architekt)
Paweł Grodzicki (ur. 16 maja 1964 w Warszawie) – polski architekt, partner w pracowni WXCA, wykładowca na Wydziale Architektury Politechniki Warszawskiej, członek Stowarzyszenia Architektów Polskich, Izby Architektów Rzeczypospolitej Polskiej, a także sędzia w Kolegium Sędziów Konkursowych SARP.

## Doświadczenie zawodowe
Absolwent Wydziału Architektury i Urbanistyki Politechniki Warszawskiej. Kształcił się także na Wydziale Architektury Akademii Sztuk Pięknych w Kopenhadze w Danii. Doświadczenie zawodowe zdobywał m.in. w pracowni Kuryłowicz & Associates, gdzie piastował stanowisko Project Managera, Associate. Tam był m.in. zaangażowany w projekt Muzeum Historii Żydów Polskich (Kuryłowicz & Associates było partnerem lokalnym dla Lahdelma & Mahlamaki Architects). W 2010 r. dołączył do pracowni WXCA, gdzie objął funkcję partnera. Wraz z zespołem ma na swoim koncie wiele wygranych konkursów, a za budynek Europejskiego Centrum Edukacji Geologicznej w Chęcinach był nominowany do nagrody Miesa Van Der Rohe.

## Projekty
Wybrane projekty współautorstwa Pawła Grodzickiego, które zajęły I miejsca w konkursach architektonicznych:
- Muzeum Powstania Wielkopolskiego w Poznaniu (inwestor: Wielkopolskie Muzeum Niepodległości)[1]
- Biurowiec w Porcie Popowice we Wrocławiu (inwestor: Vantage Development)[2]

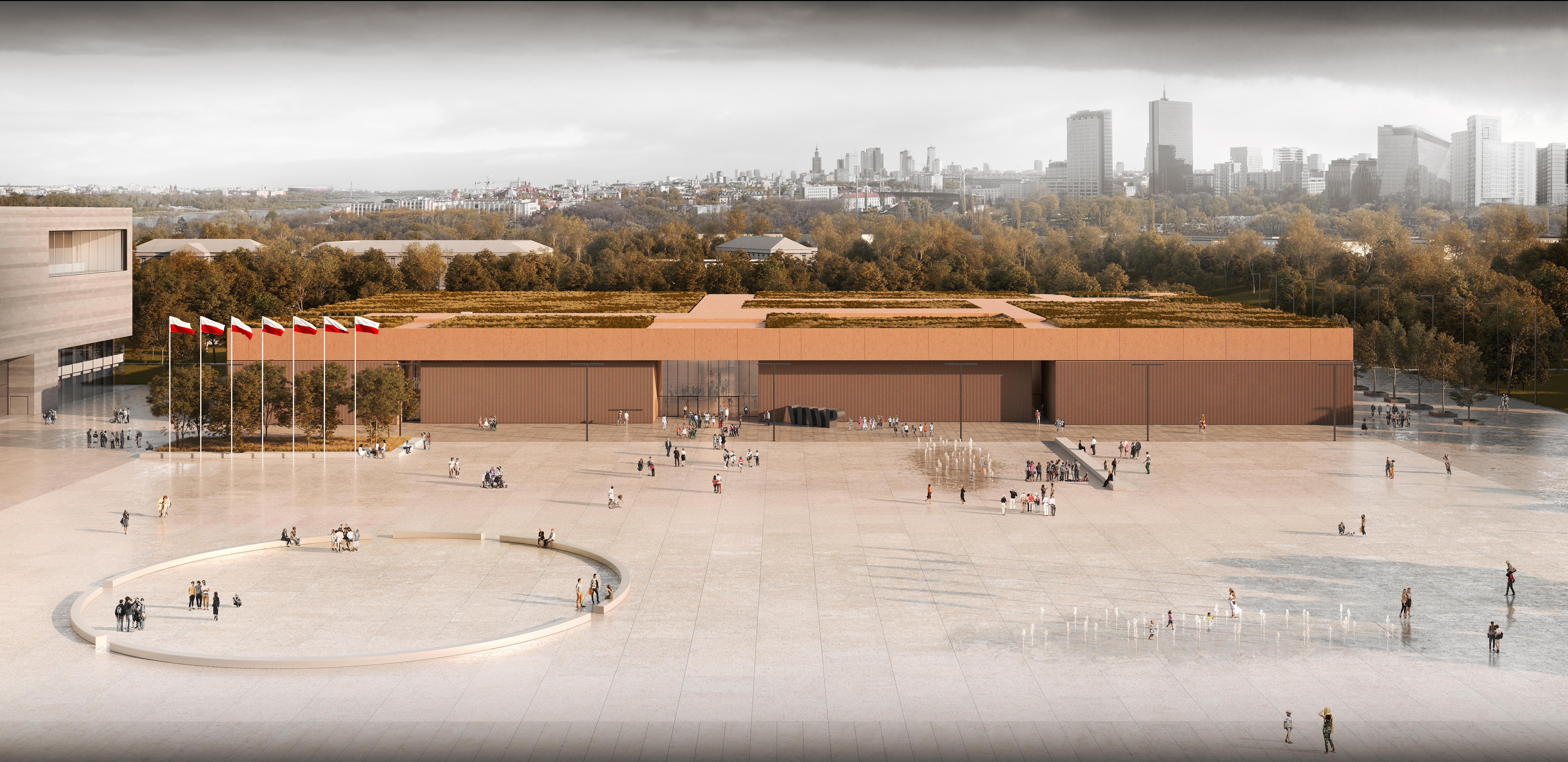
Muzeum Wojska Polskiego, WXCA

- Rewitalizacja parku Pole Mokotowskie w Warszawie (inwestor: Zarząd Zieleni Miasta Stołecznego Warszawy)[3]
- Muzeum Wojska Polskiego na warszawskiej Cytadeli (inwestor: Muzeum Wojska Polskiego)[4]
- Muzeum Historii Polski na warszawskiej Cytadeli (inwestor: Muzeum Historii Polski)[5]
- Europejskie Centrum Edukacji Geologicznej w Chęcinach (inwestor: Uniwersytet Warszawski)[6]

## Nagrody
Wybrane nagrody dla projektów współautorstwa Pawła Grodzickiego:
- Nominacja do nagrody Miesa Van Der Rohe za projekt Europejskiego Centrum Edukacji Geologicznej w Chęcinach[7]
- International Property Awards w kategorii Najlepszy obiekt użyteczności publicznej w Europie w 2015 r. za projekt Europejskiego Centrum Edukacji Geologicznej w Chęcinach[8]
- Eurobuild Awards in Architecture 2016 w kategorii „Proekologiczny obiekt sprzyjający komfortowi użytkowania za projekt Europejskiego Centrum Edukacji Geologicznej w Chęcinach[9]
- Nagroda Roku SARP 2013 - Grand Prix  - za projekt Muzeum Historii Żydów Polskich[10]
- Nagroda Roku SARP 2003 za projekt budynku A4 na osiedlu Eko-Park[11]
- Nagroda Roku SARP 1998 za projekt siedziby firmy Arcon ISC[12]